# NBC News

1959–1972 logo

NBC News je divize zpravodajství americké televizní stanice NBC. Divize je provozována pod NBCUniversal News Group, což je divize NBCUniversal, které je pobočkou společnosti Comcast. Všechna provozní oddělení divize zpravodajství jsou podřízena prezidentovi NBC News, Noahu Oppenheimovi. Do skupiny NBC News také patří MSNBC, televizní kanál nepřetržitého 24 hodinového zpravodajství, obchodní a spotřebitelské zpravodajské kanály CNBC and CNBC World, kanál ve španělštině Noticias Telemundo a také Sky News, provozované ve Spojeném království.
NBC News začala jako první stanice v historii amerického televizního vysílání pravidelně vysílat zpravodajský program 21. února 1940.
Pořady pro celou skupinu NBC News jsou produkovány a vysílány v sídle společnosti, na adrese 30 Rockefeller Center, New York City.
NBC News produkuje některé velmi úspěšné zpravodajské pořady, mezi nimiž vyniká nejsledovanější americká zpravodajská relace, NBC Nightly News, a nejdéle vysílaný americký zpravodajský pořad, Meet The Press, což jsou VIP rozhovory na aktuální témata, vysílané v neděli ráno. NBC News také disponuje archivem 70 let historických nahrávek, které jsou prostřednictvím NBCUniversal Archives k dispozici online.